# CRRC Qingdao Sifang
A CRRC Qingdao Sifang Co., Ltd. (chinês simplificado: 中车青岛四方机车车辆股份有限公司, lit. ‘CRRC Qingdao Sifang Locomotive & Rolling Stock Co., Ltd.’) anteriormente chamada CSR Qingdao Sifang Locomotive & Rolling Stock Co., Ltd., quando parte da CSR Corporation Limited (renomeada em 29 de dezembro de 2008), é uma fabricante chinesa de material rodante, sediada em Qingdao, na província de Shandong. Foi fundada em 1900 por alemães e atualmente é uma subsidiaria da CRRC Corporation Limited.
No Brasil, a empresa forneceu oito trens para a Série 2500 do Trem Metropolitano de São Paulo, que presta serviços na Linha 13–Jade. Esta será a primeira série de origem chinesa da CPTM.